# Fiskergutten

Fiskergutten

Fiskergutten ist eine Skulptur in der norwegischen Stadt Ålesund.
Sie wurde im Jahr 1967 vom Bildhauer Knut Skinnarland geschaffen und soll ein Symbol für die jugendlichen Zukunftserwartungen sein. Fiskergutten, deutsche Bedeutung: Fischerjunge, steht auf dem Apotekertorget im Zentrum der Stadt, unmittelbar am Ufer des Ålesundet. Westlich befindet sich die als Jugendstilzentrum genutzte Svaneapoteket. Während heute die Benennung als Fischerjunge üblich ist, hatte Skinnarland eine Benennung mit der Bedeutung Grünschnabel vorgenommen, um so den jugendlichen Eifer und die Zukunftserwartungen auszudrücken.
Eine Kopie der Skulptur befindet sich im isländischen Akureyri, einer der Partnerstädte Ålesunds. In unmittelbarer Nachbarschaft befindet sich die an die Heringsfrauen erinnernde Skulptur Sildekona.